# Bjelasica
Bjelasica är en bergskedja i Montenegro. Den ligger i den östra delen av landet. Arean är 630 kvadratkilometer.
Bjelasica sträcker sig 5,8 km i öst-västlig riktning. Den högsta toppen är Crna Glava, 2 138 meter över havet.
Topografiskt ingår följande toppar i Bjelasica:
- Crna Glava
- Troglava
- Zekova Glava